# Tour de Lombardie 2019
Le Tour de Lombardie 2019 (officiellement Il Lombardia) est la 113e édition de cette course cycliste masculine sur route. Il a lieu le 12 octobre 2019.

## Présentation

### Équipes
| WorldTeams (18)- AG2R La Mondiale - Astana - Bahrain-Merida - Bora-hansgrohe - CCC Team - Deceuninck-Quick Step - Dimension Data - EF Education First - Groupama-FDJ - Team Jumbo-Visma - Lotto Soudal - Mitchelton-Scott - Movistar Team - Katusha-Alpecin - Ineos - Team Sunweb - Trek-Segafredo - UAE Team Emirates Équipes continentales professionnelles (7)- Androni Giocattoli-Sidermec - Bardiani CSF - Cofidis, Solutions Crédits - Gazprom-RusVelo - Israel Cycling Academy - Neri Sottoli-Selle Italia-KTM - Vital Concept-B&B Hotels |
| |

## Classements

### Classement de la course
| \| Classement général \| Classement général \| Classement général \| Classement général \| Classement général \| \| Coureur \| Coureur \| Pays \| Équipe \| Temps \| \| ------------------ \| ------------------ \| ------------------ \| ----------------------------- \| ------------------ \| \| 1er \| Bauke Mollema \| Pays-Bas \| Trek-Segafredo \| 5 h 52 min 59 s \| \| 2e \| Alejandro Valverde \| Espagne \| Movistar Team \| + 16 s \| \| 3e \| Egan Bernal \| Colombie \| Team Ineos \| + 16 s \| \| 4e \| Jakob Fuglsang \| Danemark \| Astana \| + 16 s \| \| 5e \| Michael Woods \| Canada \| EF Education First \| + 34 s \| \| 6e \| Jack Haig \| Australie \| Mitchelton-Scott \| + 34 s \| \| 7e \| Primož Roglič \| Slovénie \| Team Jumbo-Visma \| + 34 s \| \| 8e \| Emanuel Buchmann \| Allemagne \| Bora-Hansgrohe \| + 50 s \| \| 9e \| Pierre Latour \| France \| AG2R La Mondiale \| + 50 s \| \| 10e \| Rudy Molard \| France \| Groupama-FDJ \| + 50 s \| \| 11e \| David Gaudu \| France \| Groupama-FDJ \| + 50 s \| \| 12e \| Rafał Majka \| Pologne \| Bora-Hansgrohe \| + 50 s \| \| 13e \| Enric Mas \| Espagne \| Deceuninck-Quick Step \| + 50 s \| \| 14e \| Iván Sosa \| Colombie \| Team Ineos \| + 50 s \| \| 15e \| Adam Yates \| Royaume-Uni \| Mitchelton-Scott \| + 1 min 57 s \| \| 16e \| Gorka Izagirre \| Espagne \| Astana \| + 2 min 08 s \| \| 17e \| Giovanni Visconti \| Italie \| Neri Sottoli-Selle Italia-KTM \| + 2 min 08 s \| \| 18e \| Dan Martin \| Irlande \| UAE Team Emirates \| + 2 min 09 s \| \| 19e \| Gianni Moscon \| Italie \| Team Ineos \| + 2 min 12 s \| \| 20e \| Pierre Rolland \| France \| Vital Concept-B&B Hotels \| + 2 min 30 s \| |                    |             |                               |                 |
| |                    |             |                               |                 |
| Source : ProCyclingStats |                    |             |                               |                 |
| Classement général |                    |             |                               |                 |
| Coureur | Coureur            | Pays        | Équipe                        | Temps           |
| 1er | Bauke Mollema      | Pays-Bas    | Trek-Segafredo                | 5 h 52 min 59 s |
| 2e | Alejandro Valverde | Espagne     | Movistar Team                 | + 16 s          |
| 3e | Egan Bernal        | Colombie    | Team Ineos                    | + 16 s          |
| 4e | Jakob Fuglsang     | Danemark    | Astana                        | + 16 s          |
| 5e | Michael Woods      | Canada      | EF Education First            | + 34 s          |
| 6e | Jack Haig          | Australie   | Mitchelton-Scott              | + 34 s          |
| 7e | Primož Roglič      | Slovénie    | Team Jumbo-Visma              | + 34 s          |
| 8e | Emanuel Buchmann   | Allemagne   | Bora-Hansgrohe                | + 50 s          |
| 9e | Pierre Latour      | France      | AG2R La Mondiale              | + 50 s          |
| 10e | Rudy Molard        | France      | Groupama-FDJ                  | + 50 s          |
| 11e | David Gaudu        | France      | Groupama-FDJ                  | + 50 s          |
| 12e | Rafał Majka        | Pologne     | Bora-Hansgrohe                | + 50 s          |
| 13e | Enric Mas          | Espagne     | Deceuninck-Quick Step         | + 50 s          |
| 14e | Iván Sosa          | Colombie    | Team Ineos                    | + 50 s          |
| 15e | Adam Yates         | Royaume-Uni | Mitchelton-Scott              | + 1 min 57 s    |
| 16e | Gorka Izagirre     | Espagne     | Astana                        | + 2 min 08 s    |
| 17e | Giovanni Visconti  | Italie      | Neri Sottoli-Selle Italia-KTM | + 2 min 08 s    |
| 18e | Dan Martin         | Irlande     | UAE Team Emirates             | + 2 min 09 s    |
| 19e | Gianni Moscon      | Italie      | Team Ineos                    | + 2 min 12 s    |
| 20e | Pierre Rolland     | France      | Vital Concept-B&B Hotels      | + 2 min 30 s    |

### Classements UCI
La course distribue aux soixante premiers coureurs les points suivants pour le classement individuel de l'UCI World Tour (uniquement pour les coureurs membres d'équipes World Tour) et le Classement mondial UCI (pour tous les coureurs) :

## Liste des participants
- Liste de départ complète

| Légende | Légende                                                                    | Légende | Légende                                                    |
| ------- | -------------------------------------------------------------------------- | ------- | ---------------------------------------------------------- |
| Num     | Dossard de départ porté par le coureur sur ce Tour de Lombardie            | Pos     | Position à l'arrivée de la course                          |
|         | Indique un maillot de champion national ou mondial, suivi de sa spécialité | NP      | Indique un coureur qui n'a pas pris le départ de la course |
| AB      | Indique un coureur qui n'a pas terminé la course                           | HD      | Indique un coureur qui a terminé la course hors des délais |

| AG2R La Mondiale ALM              | AG2R La Mondiale ALM    | AG2R La Mondiale ALM |
| --------------------------------- | ----------------------- | -------------------- |
| Num                               | Coureur                 | Pos                  |
| 1                                 | Pierre Latour (FRA)     | 9e                   |
| 2                                 | Mikaël Cherel (FRA)     | AB                   |
| 3                                 | Axel Domont (FRA)       | 106e                 |
| 4                                 | Mathias Frank (SUI)     | 21e                  |
| 5                                 | Ben Gastauer (LUX)      | AB                   |
| 6                                 | Jaakko Hänninen (FIN)   | AB                   |
| 7                                 | Lawrence Warbasse (USA) | 30e                  |
| Directeur sportif : Julien Jurdie |                         |                      |

| Androni Giocattoli-Sidermec ANS     | Androni Giocattoli-Sidermec ANS | Androni Giocattoli-Sidermec ANS |
| ----------------------------------- | ------------------------------- | ------------------------------- |
| Num                                 | Coureur                         | Pos                             |
| 11                                  | Fausto Masnada (ITA)            | 89e                             |
| 12                                  | Mattia Frapporti (ITA)          | AB                              |
| 13                                  | Miguel Flórez (COL)             | 88e                             |
| 14                                  | Kevin Rivera (CRC)              | AB                              |
| 15                                  | Daniel Muñoz (COL)              | AB                              |
| 16                                  | Josip Rumac (CRO) (Route)       | 98e                             |
| 17                                  | Andrea Vendrame (ITA)           | AB                              |
| Directeur sportif : Giovanni Ellena |                                 |                                 |

| Astana AST                         | Astana AST             | Astana AST |
| ---------------------------------- | ---------------------- | ---------- |
| Num                                | Coureur                | Pos        |
| 21                                 | Jakob Fuglsang (DEN)   | 4e         |
| 22                                 | Davide Ballerini (ITA) | AB         |
| 23                                 | Dario Cataldo (ITA)    | 61e        |
| 24                                 | Hugo Houle (CAN)       | AB         |
| 25                                 | Ion Izagirre (ESP)     | AB         |
| 26                                 | Gorka Izagirre (ESP)   | 16e        |
| 27                                 | Davide Villella (ITA)  | 28e        |
| Directeur sportif : Stefano Zanini |                        |            |

| Bahrain-Merida TBM                | Bahrain-Merida TBM        | Bahrain-Merida TBM |
| --------------------------------- | ------------------------- | ------------------ |
| Num                               | Coureur                   | Pos                |
| 31                                | Vincenzo Nibali (ITA)     | 55e                |
| 32                                | Damiano Caruso (ITA)      | 59e                |
| 33                                | Andrea Garosio (ITA)      | 69e                |
| 34                                | Antonio Nibali (ITA)      | AB                 |
| 35                                | Domen Novak (SLO) (Route) | AB                 |
| 36                                | Hermann Pernsteiner (AUT) | 49e                |
| 37                                | Dylan Teuns (BEL)         | AB                 |
| Directeur sportif : Alberto Volpi |                           |                    |

| Bardiani CSF BRD                      | Bardiani CSF BRD       | Bardiani CSF BRD |
| ------------------------------------- | ---------------------- | ---------------- |
| Num                                   | Coureur                | Pos              |
| 41                                    | Enrico Barbin (ITA)    | AB               |
| 42                                    | Giovanni Carboni (ITA) | 64e              |
| 43                                    | Luca Covili (ITA)      | 101e             |
| 44                                    | Umberto Orsini (ITA)   | 103e             |
| 45                                    | Francesco Romano (ITA) | NP               |
| 46                                    | Lorenzo Rota (ITA)     | 63e              |
| 47                                    | Daniel Savini (ITA)    | AB               |
| Directeur sportif : Roberto Reverberi |                        |                  |

| Bora-Hansgrohe BOH             | Bora-Hansgrohe BOH                  | Bora-Hansgrohe BOH |
| ------------------------------ | ----------------------------------- | ------------------ |
| Num                            | Coureur                             | Pos                |
| 51                             | Davide Formolo (ITA) (Route)        | 23e                |
| 52                             | Cesare Benedetti (ITA)              | 58e                |
| 53                             | Emanuel Buchmann (GER)              | 8e                 |
| 54                             | Patrick Konrad (AUT) (Route)        | 74e                |
| 55                             | Rafał Majka (POL)                   | 12e                |
| 56                             | Gregor Mühlberger (AUT)             | AB                 |
| 57                             | Maximilian Schachmann (GER) (Route) | 73e                |
| Directeur sportif : Jens Zemke |                                     |                    |

| CCC                               | CCC                      | CCC |
| --------------------------------- | ------------------------ | --- |
| Num                               | Coureur                  | Pos |
| 61                                | Víctor de la Parte (ESP) | 47e |
| 62                                | Simon Geschke (GER)      | 84e |
| 63                                | Łukasz Owsian (POL)      | AB  |
| 64                                | Serge Pauwels (BEL)      | 85e |
| 65                                | Joey Rosskopf (USA)      | 92e |
| 66                                | Laurens ten Dam (NED)    | 94e |
| 67                                | Riccardo Zoidl (AUT)     | 82e |
| Directeur sportif : Fabio Baldato |                          |     |

| Cofidis COF                         | Cofidis COF                   | Cofidis COF |
| ----------------------------------- | ----------------------------- | ----------- |
| Num                                 | Coureur                       | Pos         |
| 71                                  | Nicolas Edet (FRA)            | 81e         |
| 72                                  | Natnael Berhane (ERI) (Route) | AB          |
| 73                                  | Jesper Hansen (DEN)           | 75e         |
| 74                                  | José Herrada (ESP)            | 93e         |
| 75                                  | Luis Ángel Maté (ESP)         | AB          |
| 76                                  | Anthony Perez (FRA)           | 57e         |
| 77                                  | Stéphane Rossetto (FRA)       | 44e         |
| Directeur sportif : Roberto Damiani |                               |             |

| Deceuninck-Quick Step DQT          | Deceuninck-Quick Step DQT | Deceuninck-Quick Step DQT |
| ---------------------------------- | ------------------------- | ------------------------- |
| Num                                | Coureur                   | Pos                       |
| 81                                 | Philippe Gilbert (BEL)    | 54e                       |
| 82                                 | Eros Capecchi (ITA)       | 83e                       |
| 83                                 | Rémi Cavagna (FRA)        | 102e                      |
| 84                                 | Bob Jungels (LUX) (Route) | 52e                       |
| 85                                 | James Knox (GBR)          | AB                        |
| 86                                 | Enric Mas (ESP)           | 13e                       |
| 87                                 | Petr Vakoč (CZE)          | AB                        |
| Directeur sportif : Davide Bramati |                           |                           |

| EF Education First EF1             | EF Education First EF1 | EF Education First EF1 |
| ---------------------------------- | ---------------------- | ---------------------- |
| Num                                | Coureur                | Pos                    |
| 91                                 | Hugh Carthy (GBR)      | AB                     |
| 92                                 | Sean Bennett (USA)     | AB                     |
| 93                                 | Simon Clarke (AUS)     | 53e                    |
| 94                                 | Sergio Higuita (COL)   | 76e                    |
| 95                                 | Sep Vanmarcke (BEL)    | 108e                   |
| 96                                 | Tanel Kangert (EST)    | 56e                    |
| 97                                 | Michael Woods (CAN)    | 5e                     |
| Directeur sportif : Fabrizio Guidi |                        |                        |

| Gazprom-RusVelo GAZ                | Gazprom-RusVelo GAZ            | Gazprom-RusVelo GAZ |
| ---------------------------------- | ------------------------------ | ------------------- |
| Num                                | Coureur                        | Pos                 |
| 101                                | Aleksandr Vlasov (RUS) (Route) | 107e                |
| 102                                | Nikolay Cherkasov (RUS)        | 46e                 |
| 103                                | Artem Nych (RUS)               | AB                  |
| 104                                | Petr Rikunov (RUS)             | AB                  |
| 105                                | Ivan Rovny (RUS)               | 41e                 |
| 106                                | Alexey Rybalkin (RUS)          | AB                  |
| 107                                | Evgeny Shalunov (RUS)          | AB                  |
| Directeur sportif : Michele Devoti |                                |                     |

| Groupama-FDJ GFC                     | Groupama-FDJ GFC       | Groupama-FDJ GFC |
| ------------------------------------ | ---------------------- | ---------------- |
| Num                                  | Coureur                | Pos              |
| 111                                  | David Gaudu (FRA)      | 11e              |
| 112                                  | William Bonnet (FRA)   | AB               |
| 113                                  | Valentin Madouas (FRA) | 97e              |
| 114                                  | Rudy Molard (FRA)      | 10e              |
| 115                                  | Steve Morabito (SUI)   | 90e              |
| 116                                  | Kilian Frankiny (SUI)  | 32e              |
| 117                                  | Anthony Roux (FRA)     | AB               |
| Directeur sportif : Philippe Mauduit |                        |                  |

| Israel Cycling Academy ICA       | Israel Cycling Academy ICA | Israel Cycling Academy ICA |
| -------------------------------- | -------------------------- | -------------------------- |
| Num                              | Coureur                    | Pos                        |
| 121                              | Edwin Ávila (COL)          | AB                         |
| 122                              | Awet Gebremedhin (SWE)     | 100e                       |
| 123                              | Riccardo Minali (ITA)      | AB                         |
| 124                              | Nathan Earle (AUS)         | 67e                        |
| 125                              | Omer Goldstein (ISR)       | AB                         |
| 126                              | Rubén Plaza (ESP)          | AB                         |
| 127                              | Kristian Sbaragli (ITA)    | 39e                        |
| Directeur sportif : Lionel Marie |                            |                            |

| Lotto-Soudal LTS                | Lotto-Soudal LTS         | Lotto-Soudal LTS |
| ------------------------------- | ------------------------ | ---------------- |
| Num                             | Coureur                  | Pos              |
| 131                             | Tim Wellens (BEL)        | 29e              |
| 132                             | Sander Armée (BEL)       | AB               |
| 133                             | Tiesj Benoot (BEL)       | 24e              |
| 134                             | Tomasz Marczyński (POL)  | 71e              |
| 135                             | Rémy Mertz (BEL)         | AB               |
| 136                             | Jelle Vanendert (BEL)    | AB               |
| 137                             | Carl Fredrik Hagen (NOR) | 72e              |
| Directeur sportif : Bart Leysen |                          |                  |

| Mitchelton-Scott MTS              | Mitchelton-Scott MTS | Mitchelton-Scott MTS |
| --------------------------------- | -------------------- | -------------------- |
| Num                               | Coureur              | Pos                  |
| 141                               | Esteban Chaves (COL) | 70e                  |
| 142                               | Tsgabu Grmay (ETH)   | AB                   |
| 143                               | Jack Haig (AUS)      | 6e                   |
| 144                               | Damien Howson (AUS)  | AB                   |
| 145                               | Mikel Nieve (ESP)    | 36e                  |
| 146                               | Matteo Trentin (ITA) | AB                   |
| 147                               | Adam Yates (GBR)     | 15e                  |
| Directeur sportif : Matthew White |                      |                      |

| Movistar MOV                                   | Movistar MOV                     | Movistar MOV |
| ---------------------------------------------- | -------------------------------- | ------------ |
| Num                                            | Coureur                          | Pos          |
| 151                                            | Alejandro Valverde (ESP) (Route) | 2e           |
| 152                                            | Carlos Betancur (COL)            | 51e          |
| 153                                            | Jaime Castrillo (ESP)            | AB           |
| 154                                            | Rubén Fernández (ESP)            | 37e          |
| 155                                            | Mikel Landa (ESP)                | AB           |
| 156                                            | Jasha Sütterlin (GER)            | AB           |
| 157                                            | Carlos Verona (ESP)              | 68e          |
| Directeur sportif : José Vicente García Acosta |                                  |              |

| Neri Sottoli-Selle Italia-KTM NSK | Neri Sottoli-Selle Italia-KTM NSK | Neri Sottoli-Selle Italia-KTM NSK |
| --------------------------------- | --------------------------------- | --------------------------------- |
| Num                               | Coureur                           | Pos                               |
| 161                               | Giovanni Visconti (ITA)           | 17e                               |
| 162                               | Francesco Manuel Bongiorno (ITA)  | 80e                               |
| 163                               | Lorenzo Fortunato (ITA)           | 87e                               |
| 164                               | Umberto Marengo (ITA)             | AB                                |
| 165                               | Sebastian Schönberger (AUT)       | 66e                               |
| 166                               | Simone Velasco (ITA)              | 86e                               |
| 167                               | Edoardo Zardini (ITA)             | AB                                |
| Directeur sportif : Luca Scinto   |                                   |                                   |

| Dimension Data TDD                   | Dimension Data TDD           | Dimension Data TDD |
| ------------------------------------ | ---------------------------- | ------------------ |
| Num                                  | Coureur                      | Pos                |
| 171                                  | Roman Kreuziger (CZE)        | AB                 |
| 172                                  | Amanuel Gebrezgabihier (ERI) | 25e                |
| 173                                  | Louis Meintjes (RSA)         | 99e                |
| 174                                  | Tom-Jelte Slagter (NED)      | AB                 |
| 175                                  | Michael Valgren (DEN)        | 40e                |
| 176                                  | Jacobus Venter (RSA)         | AB                 |
| 177                                  | Danilo Wyss (SUI)            | 91e                |
| Directeur sportif : Bingen Fernández |                              |                    |

| Ineos INS                          | Ineos INS                  | Ineos INS |
| ---------------------------------- | -------------------------- | --------- |
| Num                                | Coureur                    | Pos       |
| 181                                | Egan Bernal (COL)          | 3e        |
| 182                                | Jonathan Castroviejo (ESP) | AB        |
| 183                                | Iván Sosa (COL)            | 14e       |
| 184                                | Tao Geoghegan Hart (GBR)   | 50e       |
| 185                                | Gianni Moscon (ITA)        | 19e       |
| 186                                | Salvatore Puccio (ITA)     | AB        |
| 187                                | Diego Rosa (ITA)           | AB        |
| Directeur sportif : Matteo Tosatto |                            |           |

| Jumbo-Visma TJV                   | Jumbo-Visma TJV         | Jumbo-Visma TJV |
| --------------------------------- | ----------------------- | --------------- |
| Num                               | Coureur                 | Pos             |
| 191                               | Primož Roglič (SLO)     | 7e              |
| 192                               | George Bennett (NZL)    | 35e             |
| 193                               | Koen Bouwman (NED)      | AB              |
| 194                               | Robert Gesink (NED)     | 33e             |
| 195                               | Steven Kruijswijk (NED) | AB              |
| 196                               | Sepp Kuss (USA)         | 34e             |
| 197                               | Neilson Powless (USA)   | 62e             |
| Directeur sportif : Frans Maassen |                         |                 |

| Katusha-Alpecin TKA               | Katusha-Alpecin TKA    | Katusha-Alpecin TKA |
| --------------------------------- | ---------------------- | ------------------- |
| Num                               | Coureur                | Pos                 |
| 201                               | Ilnur Zakarin (RUS)    | AB                  |
| 202                               | Enrico Battaglin (ITA) | 77e                 |
| 203                               | Steff Cras (BEL)       | 26e                 |
| 204                               | Matteo Fabbro (ITA)    | AB                  |
| 205                               | José Gonçalves (POR)   | AB                  |
| 206                               | Pavel Kochetkov (RUS)  | AB                  |
| 207                               | Daniel Navarro (ESP)   | AB                  |
| Directeur sportif : Claudio Cozzi |                        |                     |

| Sunweb SUN                            | Sunweb SUN            | Sunweb SUN |
| ------------------------------------- | --------------------- | ---------- |
| Num                                   | Coureur               | Pos        |
| 211                                   | Wilco Kelderman (NED) | 38e        |
| 212                                   | Jan Bakelants (BEL)   | 109e       |
| 213                                   | Chris Hamilton (AUS)  | 48e        |
| 214                                   | Jai Hindley (AUS)     | 31e        |
| 215                                   | Marc Hirschi (SUI)    | AB         |
| 216                                   | Robert Power (AUS)    | AB         |
| 217                                   | Michael Storer (AUS)  | 45e        |
| Directeur sportif : Arthur van Dongen |                       |            |

| Trek-Segafredo TFS                | Trek-Segafredo TFS         | Trek-Segafredo TFS |
| --------------------------------- | -------------------------- | ------------------ |
| Num                               | Coureur                    | Pos                |
| 221                               | Bauke Mollema (NED)        | 1er                |
| 222                               | Peter Stetina (USA)        | AB                 |
| 223                               | Gianluca Brambilla (ITA)   | 27e                |
| 224                               | Giulio Ciccone (ITA)       | 22e                |
| 225                               | Niklas Eg (DEN)            | 78e                |
| 226                               | Michael Gogl (AUT)         | AB                 |
| 227                               | Toms Skujiņš (LAT) (Route) | 43e                |
| Directeur sportif : Adriano Baffi |                            |                    |

| UAE Emirates UAD                  | UAE Emirates UAD      | UAE Emirates UAD |
| --------------------------------- | --------------------- | ---------------- |
| Num                               | Coureur               | Pos              |
| 231                               | Diego Ulissi (ITA)    | 60e              |
| 232                               | Rui Costa (POR)       | AB               |
| 233                               | Marco Marcato (ITA)   | 95e              |
| 234                               | Dan Martin (IRL)      | 18e              |
| 235                               | Simone Petilli (ITA)  | 65e              |
| 236                               | Jan Polanc (SLO)      | 79e              |
| 237                               | Rory Sutherland (AUS) | 104e             |
| Directeur sportif : Marco Marzano |                       |                  |

| Vital Concept-B&B Hotels VCB    | Vital Concept-B&B Hotels VCB | Vital Concept-B&B Hotels VCB |
| ------------------------------- | ---------------------------- | ---------------------------- |
| Num                             | Coureur                      | Pos                          |
| 241                             | Pierre Rolland (FRA)         | 20e                          |
| 242                             | Maxime Cam (FRA)             | AB                           |
| 243                             | Arnaud Courteille (FRA)      | 105e                         |
| 244                             | Cyril Gautier (FRA)          | 42e                          |
| 245                             | Justin Mottier (FRA)         | AB                           |
| 246                             | Patrick Müller (SUI)         | 96e                          |
| 247                             | Quentin Pacher (FRA)         | AB                           |
| Directeur sportif : Didier Rous |                              |                              |